# Винеж
Винеж (итал. Vines) је насељено место у Републици Хрватској у Истарској жупанији. Административно је у саставу града Лабина.

## Истрорија
Винеж је некад био мало рударско место крај Лабина, Његов настанак је везан уз појаву рударства.
Год. 1879. почело је с радом рударско окно, а иствремено су изграђене стамбене зграде и рударска болница (Истарски угљенокопи Раша). Почетком XX века у Винежу је постојало више гостионица, кројачких и обучарских радњи, продаваоница хране, месара и др. У Винежу је почео најпознатији штрајк рудара у Лабинштини: 2. марта 1921. с главног трга, касније назван »Крвова плаца«, кренула је према Лабину велика колона рудара. Тај је догађај у савременој историји познат под називом Лабинска република. Год. 1928. рударско је окно затворено.
У Другом светском рату Винеж је био познато антифашистичко упориште.

## Становништво
На попису становништва 2011. године, Винеж је имао 1.219 становника.
Према попису становништва из 2001. године у насељу Винеж живела су 1.163 становника која су живела у 329 породичних домаћинстава.
Кретање броја становника по пописима 1857—2001.
| година пописа  | 1857. | 1869. | 1880. | 1890. | 1900. | 1910. | 1921. | 1931. | 1948. | 1953. | 1961. | 1971. | 1981. | 1991. | 2001. |
| бр. становника | 0     | 0     | 159   | 373   | 425   | 465   | 0     | 0     | 984   | 922   | 955   | 1.150 | 911   | 1.048 | 1.163 |

Напомена:У 1857, 1869, 1921. и 1931. подаци су садржани у насељу Цере, општина Света Недеља.

## Попис1991.
На попису становништва 1991. године, насељено место Винеж је имало 1.048 становника, следећег националног састава:
| Попис 1991.‍   | Попис 1991.‍  | Попис 1991.‍ | Попис 1991.‍ | Попис 1991.‍ |
| ------------- | ------------ | ----------- | ----------- | ----------- |
|               |              |             |             |             |
| Хрвати        | Хрвати       |             | 406         | 38,74%      |
| Муслимани     | Муслимани    |             | 114         | 10,87%      |
| Срби          | Срби         |             | 21          | 2,00%       |
| Италијани     | Италијани    |             | 10          | 0,95%       |
| Југословени   | Југословени  |             | 10          | 0,95%       |
| Словенци      | Словенци     |             | 9           | 0,85%       |
| Црногорци     | Црногорци    |             | 5           | 0,47%       |
| остали        | остали       |             | 6           | 0,57%       |
| неопредељени  | неопредељени |             | 29          | 2,76%       |
| регион. опр.  | регион. опр. |             | 429         | 40,93%      |
| непознато     | непознато    |             | 9           | 0,85%       |
| укупно: 1.048 |              |             |             |             |